# Anker Hansen
Anker Hansen (27 febbraio 1902 – 22 maggio 1981) è stato un calciatore norvegese, di ruolo attaccante.

## Carriera

### Club
Hansen giocò con la maglia del Torp.

### Nazionale
Conta una presenza per la Norvegia. Il 7 giugno 1925, infatti, fu in campo nella vittoria per 1-0 contro la Finlandia, quando subentrò a Jean-Louis Bretteville.